# Атлантропа

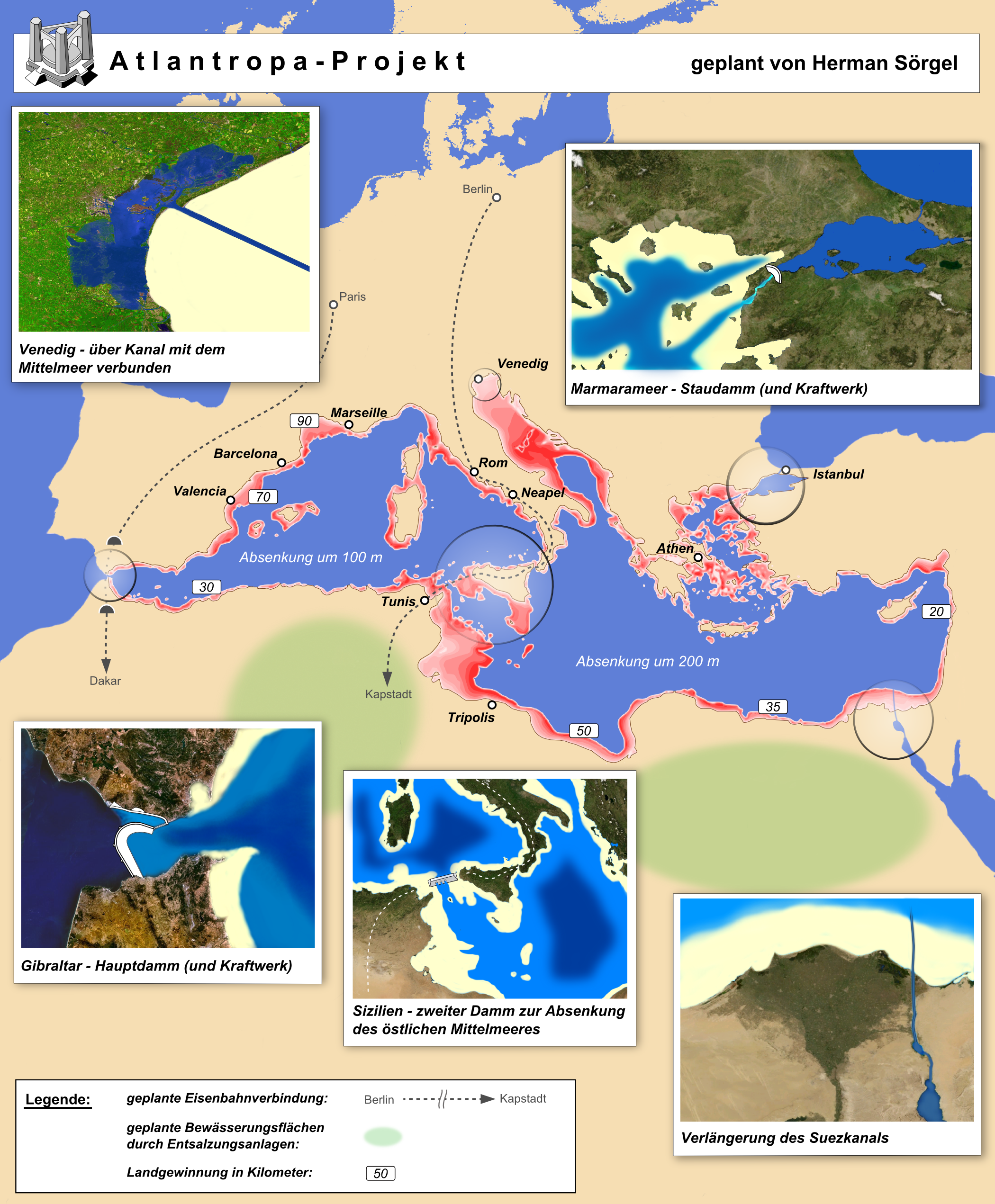
Проєкт Атлантропа

Атлантропа (нім. Atlantropa) — футуристичний інженерний проєкт 1920-х років німецького архітектора Германа Зоргеля зі зменшення рівня Середземного моря та об'єднання Європи та Африки шляхом побудови величезної дамби через Гібралтар.
Перша версія проєкту з'явилася 1927 під назвою Пантропа. Він не був достатньо опрацьований і ясний, тож у 1929 з'являється більш детальний проєкт Атлантропа. Назва нової частини світу дозволяла б втілити концепцію «трьох великих А»: Америки, Азії та Атлантропи. Нова частина світу могла б скласти конкуренцію іншим.

## Передумови проєкту
Замість походу на Схід для завоювання життєвого простору Зоргель пропонував поширення на Південь. Поборотися належало з природою, а не з народами на східних кордонах Європи. Жителями Африки, котрі постраждали б від проєкту, Зоргель знехтував. Практично весь африканський континент перебував у колоніальній залежності від європейських метрополій. Виняток становили Абісинія (нинішня Ефіопія), що зуміла зберегти незалежність, і заснована колишніми рабами, що повернулися з Америки, Ліберія. Основними колоніальними державами були Франція, Велика Британія, Італія, Португалія і Бельгія. Німеччина до цього моменту втратила свої африканські колонії. За Версальським мирним договором, що завершив Першу світову війну, німецькі колонії були поділені між Францією, Бельгією та Великою Британією.
Зоргель мріяв, що в результаті його перетворень африканська спека відступить і клімат Африки стане більш придатним для європейців. Білі переселенці розселяться по Чорному континенту, так само як за кілька століть до цього європейці переселилися в іспанські та португальські колонії Південної Америки. Нові мешканці принесуть із собою європейський уклад життя і цінності. Африка зростеться з Європою і в географічному, і політичному сенсі. Разом із континентами і європейські народи, об'єднані справою освоєння Чорного континенту, стануть єдині.

## Деталі проєкту

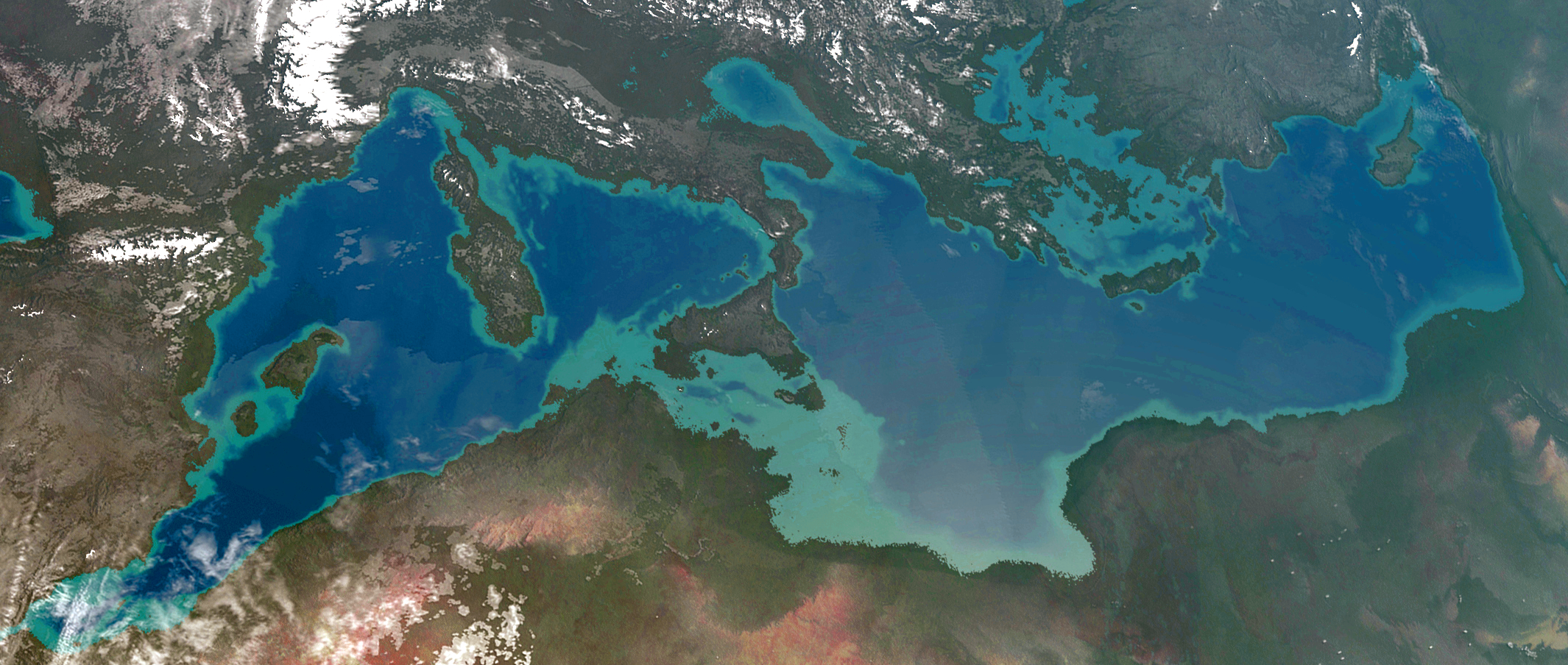
Як могла виглядати Атлантропа на виді з космосу

### Середземне море
Зоргель пропонував перекрити однією дамбою Гібралтарську протоку і тим самим відгородити Середземне море від Атлантичного океану, а іншою дамбою перекрити протоку Дарданелли. Один із варіантів передбачав об'єднати дамбою Сицилію, що до того моменту з'єдналася б з «італійським чобітком», і Африку, щоб перерізати море навпіл. Середземне море стало б ізольованою водоймою. В результаті випаровування його рівень мав би зменшитися приблизно на 100 метрів. При цьому в такі ж закриті водойми мали перетворитися Мармурове, Чорне і Азовське моря. Передбачалося, що площа Середземного моря зменшиться на 20 %.
Вода Середземного моря, що відступила, мала залишити після себе 600 тисяч квадратних кілометрів суходолу, а це майже як площа двох Італій. Цілинні землі, що нікому не належать, послугували б на благо всім європейським народам.

### Африканські водойми
Сахару передбачалося заповнити водою із Середземного моря і створити штучне Сахарське море. А затопивши басейн річки Конго, створити і Конголезьке море, площа якого була б в півтора рази більше, ніж відвойовані у Середземного моря території.

### ГЕС
План Зоргеля передбачав будівництво в гирлах річок, що впадають у море, і протоках восьми гідроелектростанцій. Найбільшою була б Гібралтарська ГЕС. Сумарна енергетична потужність електростанцій склала б 110 ГВт, половина з яких припала б на Гібралтарську гідроелектростанцію. Сьогодні[коли?] загальна потужність всіх атомних електростанцій США 100,4 ГВт.
Пов'язані лініями електропередач, що йдуть від Гібралтарської ГЕС, з'єднані автомобільними і залізницями, Європа і Африка стали б новою частиною світу. Сотні нових міст і тисячі сільськогосподарських ферм з'являлися б на новій землі.

### Тривалість
Будівництво гребель мало тривати 10 років. Велике будівництво того часу вимагало би небаченої кількості робітників — 250 тисяч. Вони мали б працювати цілодобово в чотири зміни. Осушення моря тривало би довше. Його рівень за рахунок випаровування знижувався б зі швидкістю близько одного метра на рік, оголюючи все нові і нові землі. Проєкт був розрахований на перспективу, остаточну його реалізацію могло б побачити тільки сучасне покоління.

## Сполучені Штати Африки і Європи
Ідея Сполучених Штатів Європи витала в повітрі ще з часів створення Сполучених Штатів Америки і Великої французької революції. Її прихильниками були Наполеон Бонапарт, Віктор Гюго, Лев Троцький, і безліч інших мислителів, полководців і революціонерів. Проєкт архітектора Германа Зоргеля був одним із різновидів втілення цієї ідеї в життя.
Проєкт створення Атлантропи був не тільки планом зміни природи. Це був політичний проєкт, метою якого було створення Сполучених Штатів Африки і Європи зі столицею у відродженому Карфагені.
Самостійно жодна країна з таким грандіозним проєктом впоратися не могла. Народи Європи, за задумом Зоргеля, мали, забувши всі розбіжності і образи, спільною працею перевлаштувати значну частину світу. Нова імперія, яка об'єднала в собі інтелектуальний потенціал Європи і невичерпні ресурси Африки, змогла б протистояти і фінансовій потужності Америки, і перенаселенню Азії. Вона не мала би потреби ні в сировині, ні в дешевій енергії.
Проєкт дозволив би вирішити безліч проблем, які стояли перед країнами Європейського континенту: перенаселеність і безробіття, міждержавні та соціальні протиріччя, нестача територій і ресурсів. Але реалізувати його, як вважав Зоргель, могли тільки технократи, які керуються в своїх діях тільки наукою, а не політики, монархи, диктатори, революціонери і капіталісти, які перебувають при владі.

## Критика і підтримка
Проєкт створення Атлантропи не враховував інтереси корінного населення африканського континенту. В Європі плани осушення Середземного моря широко обговорювалися. Особливо були обурені жителі Південної Європи. Осушення Середземного моря повністю б змінило уклад їхнього нерозривно пов'язаного з морем життя. Всього тридцять років знадобилося б на те, щоб море відступило від південних прибережних міст. Міста, мешканці яких і уявити не могли себе без моря, стали б повністю сухопутними. Тільки для Венеції, міста відомого на весь світ своїми островами, каналами та середньовічною готичною архітектурою, було зроблено виняток. Обвідний канал протяжністю кілька сотень кілометрів мав повернути місту море.
Європейські інтелектуали вже бачили ідеальні міста майбутнього на нових землях. У роботу включилися багато відомих архітекторів того часу. Нові вільні території дозволяли реалізувати воістину фантастичні архітектурні задуми. Просторі міста з широкими проспектами, порти, канали і мости — цілий новий світ.
Протягом життя Герман Зоргель багаторазово уточнював свій проєкт, намагаючись відповідати духу часу. Після приходу нацистів до влади в Німеччині Зоргель розраховував на їхню допомогу в реалізації проєкту. Він шукав контакти у верхівці райху, цитував у власних роботах фюрера, але марно. У Гітлера ж був свій план об'єднання і розширення Європи. Тимчасово Зоргелю довелося піти в підпілля, йому заборонили публікувати статті, присвячені Атлантропі. Після війни інтерес до його ідей знову прокинувся — за період з 1948 по 1950 з'явилися 183 статті, присвячені проєкту. Його підтримувало чимало великих промисловців, для яких реалізація проєкту обіцяла хороші прибутки. Але грошей на грандіозні заходи не було, а натомість з'явився інший проєкт об'єднання Європи, відомого нині під ім'ям Європейського союзу.
4 грудня 1952 дорогою на чергову лекцію про Атлантропу Зоргеля збив автомобіліст, якого так і не знайшли. Через кілька днів Зоргель помер.